# William Poole House
Das William Poole House (auch bekannt als Magnolia Grove oder William Cade Thompson House) ist ein historisches Plantagenhaus in Dayton, Marengo County, Alabama, in den Vereinigten Staaten. Es befindet sich an der Kreuzung zwischen der Alabama State Route 25 und der Palmetto Road. Zusammen mit anderen kleineren Gebäuden auf dem Grundstück bildet das William Poole House einen Historic District.
Das heute im Privatbesitz befindliche Haus wurde um 1848 erbaut. Die Architektur ist im Greek Revival ausgelegt. Das Fundament ist aus Backstein gefertigt, die Mauern sind mit einer Holzfassade belegt und der Dachbau besteht aus Asphalt. Einige wenige Baumaterialien sind aus Metall.
Laut National Register of Historic Places hatte der Distrikt von 1825 bis 1849 eine besondere Signifikanz. Das konkrete Jahr wird als 1848 genannt. Das William Poole House wurde am 7. Juli 1994 im Rahmen der Multiple Property Submission Plantation Houses of the Alabama Canebrake and Their Associated Outbuildings als Historic District unter der Nummer 94000687 in das National Register of Historic Places aufgenommen.

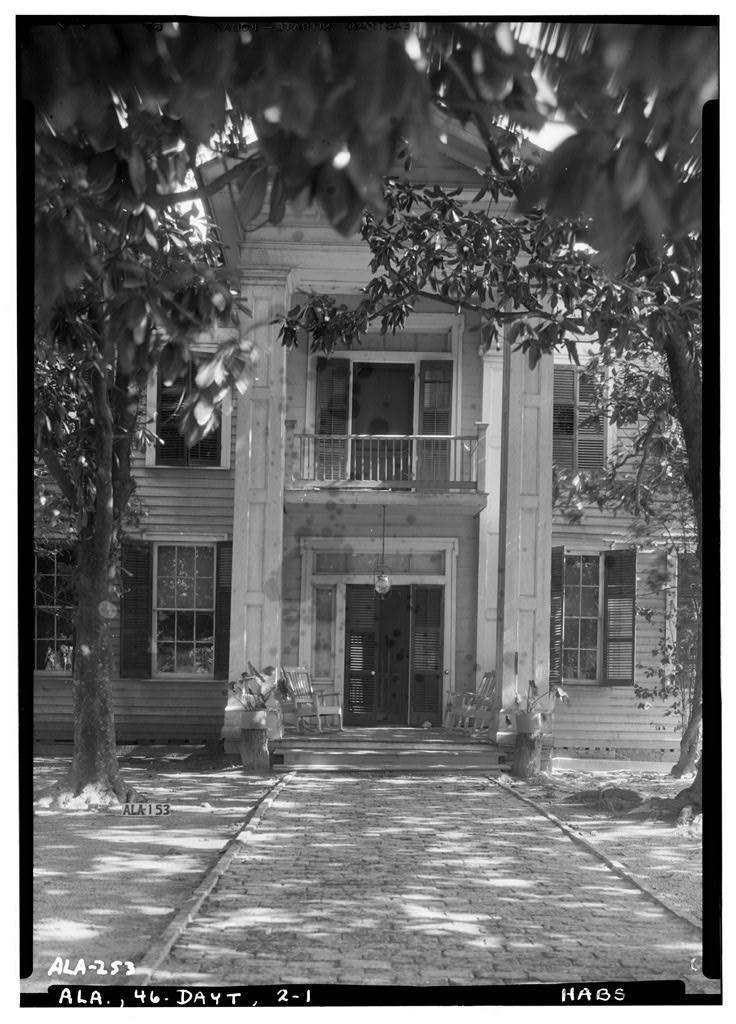
William Poole House 1936